# Abdoulwhaid Sissoko
Abdoul Whaïd Sissoko albo « Abdou Sissoko », (ur. 20 marca 1990 w Troyes) – francuski piłkarz pochodzenia malijskiego występujący na pozycji pomocnika w Granadzie CF.

## Kariera klubowa
Karierę rozpoczynał w klubie z rodzinnego miasta Troyes AC. Latem 2011 za 1,5 mln euro przeniósł się do Włoch, do Udinese Calcio.
30 stycznia 2012 został sprowadzony do Stade Brestois 29, gdzie otrzymał numer 26 po Nolanie Roux. W Ligue 1 debiutował w meczu wyjazdowym przeciw Montpellier HSC 4 lutego 2012 (wszedł w 74. minucie i otrzymał czerwoną kartkę pod koniec meczu).

### Statystyki ligowe
| Sezon   | Klub                     | Kraj      | Rozgrywki        | Mecze | Bramki | Rozgrywki Europy | Mecze | Bramki |
| ------- | ------------------------ | --------- | ---------------- | ----- | ------ | ---------------- | ----- | ------ |
| 2008/09 | Troyes AC                | Francja   | Ligue 2          | 15    | 0      | -                | -     | -      |
| 2009/10 | Troyes AC                | Francja   | National         | 8     | 0      | -                | -     | -      |
| 2010/11 | Troyes AC                | Francja   | Ligue 2          | 26    | 0      | -                | -     | -      |
| 2011/12 | Udinese Calcio           | Włochy    | Serie A          | 1     | 0      | Liga Europy UEFA | 0     | 0      |
| 2011/12 | Stade Brestois 29 (wyp.) | Francja   | Ligue 1          | 10    | 0      | -                | -     | -      |
| 2012/13 | Stade Brestois 29 (wyp.) | Francja   | Ligue 1          | 37    | 0      | -                | -     | -      |
| 2013/14 | Udinese Calcio           | Włochy    | Serie A          | 0     | 0      | -                | -     | -      |
| 2013/14 | Hércules CF (wyp.)       | Hiszpania | Segunda División | 33    | 3      | -                | -     | -      |
| 2014/15 | Udinese Calcio           | Włochy    | Serie A          | 0     | 0      | -                | -     | -      |
| 2014/15 | Granada CF (wyp.)        | Hiszpania | Primera División | 11    | 0      | -                | -     | -      |

Stan na: 18 stycznia 2015 r.

## Życie prywatne
Jest bratem Momo Sissoko z Paris Saint-Germain i Ibrahima Sissoko z Panathinaikos AO. Jest także kuzynem bramkarza AC Ajaccio, Oumara Sissoko.